# Zbigniew Religa
Zbigniew Eugeniusz Religa (ur. 16 grudnia 1938 w Miedniewicach, zm. 8 marca 2009 w Warszawie) – polski kardiochirurg i polityk, profesor nauk medycznych.
Senator III (1993–1997) i V kadencji (2001–2005). W latach 2005–2007 minister zdrowia w rządzie Kazimierza Marcinkiewicza, a następnie w rządzie Jarosława Kaczyńskiego. Od 2007 do 2009 poseł na Sejm VI kadencji, kandydat na urząd prezydenta RP w wyborach w 2005. Członek Międzynarodowej Kapituły Orderu Uśmiechu. Kawaler i członek Kapituły Orderu Orła Białego, patron podstawowego programu Fundacji Dzieciom „Zdążyć z Pomocą” (od 1998).

## Życiorys

### Wykształcenie i kariera zawodowa
W 1956 uzyskał świadectwo dojrzałości w I Liceum Ogólnokształcącym im. Bolesława Limanowskiego w Warszawie. Rozważał studia filozoficzne lub dziennikarskie, ostatecznie rozpoczął studia na Wydziale Lekarskim Akademii Medycznej w Warszawie. Po ich ukończeniu w latach 1963–1964 odbył staż podyplomowy, a następnie służbę wojskową (1964–1966). W 1966 rozpoczął pracę w Szpitalu Wolskim w Warszawie, uzyskując w tym czasie specjalizację I i II stopnia z chirurgii. Pracował tam do 1980, pełnił m.in. funkcję zastępcy ordynatora. Jego pierwszą samodzielną operacją było wycięcie wyrostka robaczkowego.
Po zdaniu egzaminów Educational Commission for Foreign Medical Graduates (ECFMG) uzyskał stypendium w Mercy Hospital w stanie Nowy Jork, po czym został oddelegowany na odbycie staży podyplomowych w Stanach Zjednoczonych: w 1973 z chirurgii naczyniowej oraz w 1975 z kardiochirurgii w Sinai Hospital w Detroit. W 1973 uzyskał stopień doktora nauk medycznych, a w 1981 doktora habilitowanego.
W latach 1980–1984 pracował w Klinice Kardiochirurgii Instytutu Kardiologii w Warszawie kierowanej przez Wacława Sitkowskiego. Był kierownikiem oddziału i zastępcą kierownika kliniki. Od 1984 kierował Kliniką Kardiochirurgii Wojewódzkiego Ośrodka Kardiologii w Zabrzu.
W latach 1989–1991 był ordynatorem oddziału w Centralnym Szpitalu Klinicznym MSW w Warszawie. W latach 1998–2000 stał na czele Kliniki Kardiochirurgii w tej placówce. W 1990 został profesorem Śląskiej Akademii Medycznej, a w 1995 prezydent Lech Wałęsa nadał mu tytuł naukowy profesora nauk medycznych.
W 1991 powołał i został prezesem rady Fundacji Rozwoju Kardiochirurgii, która zajęła się wdrażaniem do praktyki klinicznej najnowszych metod leczenia chorób serca, a także działalnością naukowo-badawczą i programem szkoleniowo-stypendialnym dla polskich i zagranicznych kadr medycznych.
W latach 1996–1999 był rektorem Śląskiej Akademii Medycznej w Katowicach. Od 1998 pełnił funkcję krajowego specjalisty ds. kardiochirurgii. W 2000 objął stanowisko kierownika II Kliniki Kardiochirurgii w Instytucie Kardiologii w Warszawie. Został też dyrektorem całego instytutu. Również w 2000 przeprowadził pierwszy w Polsce zabieg wstrzyknięcia do serca preparatu powodującego powstawanie nowych naczyń krwionośnych.

#### Przeszczepienie serca
W Klinice Kardiochirurgii Wojewódzkiego Ośrodka Kardiologii (przekształconego później w Śląskie Centrum Chorób Serca w Zabrzu) 15 sierpnia 1985 przeprowadził pierwszą operację na sercu. 5 listopada tego samego roku zespół lekarzy pod jego kierownictwem przeprowadził tam pierwszy udany zabieg przeszczepienia serca w Polsce. Dawcą serca był człowiek w stanie śpiączki. Po orzeczeniu śmierci mózgu zabrano mężczyznę karetką do Zabrza, gdzie dopiero bezpośrednio przed operacją pobrano serce. Biorcą był 62-letni rolnik z Krzepic, który zmarł kilka dni po operacji.
Dalszymi osiągnięciami były prace nad wykorzystaniem wszczepialnych urządzeń wspomagających pracę serca oraz nad wyprodukowaniem tzw. sztucznego serca. Zajęła się tym utworzona z inicjatywy Zbigniewa Religi Pracownia Sztucznego Serca Śląskiej Akademii Medycznej w Zabrzu.
W 1987 po jednej z kolejnych operacji przeszczepu serca Zbigniew Religa znalazł się na zdjęciu wykonanym dla magazynu „National Geographic” przez Jamesa Stanfielda, które zostało fotografią tego roku w tym piśmie oraz znalazło się wśród 100 najlepszych zdjęć „NG”. Na zdjęciu Zbigniew Religa siedzi wyczerpany przy stole operacyjnym, na którym leży zoperowany przez niego pacjent. W tle widać jego asystenta (Romualda Cichonia), który ze zmęczenia śpi w kącie sali.

### Działalność polityczna

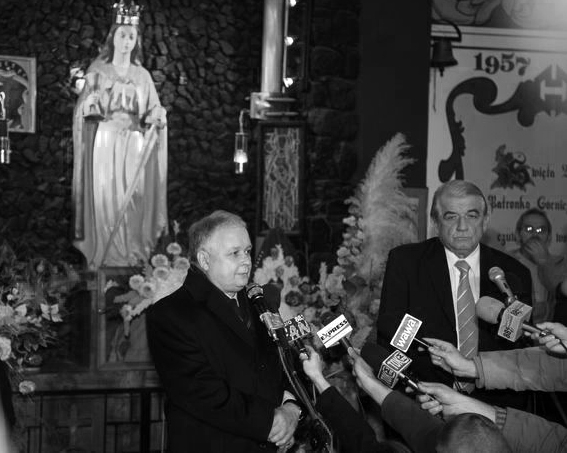
Lech Kaczyński i Zbigniew Religa podczas konferencji prasowej po katastrofie górniczej w kopalni Halemba, 22 listopada 2006

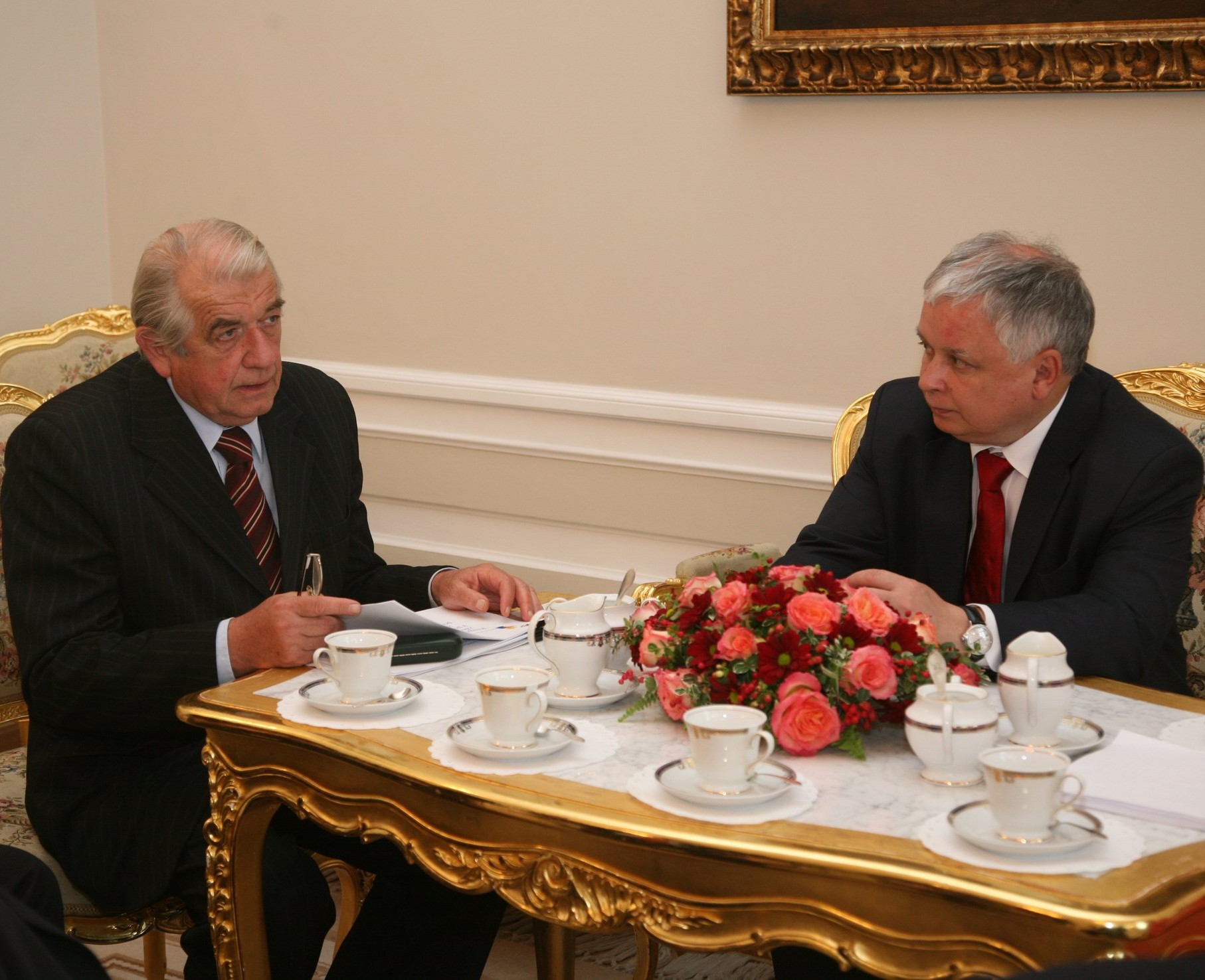
Zbigniew Religa oraz Lech Kaczyński, 23 maja 2007

Jako nastolatek należał do Związku Młodzieży Polskiej. W latach 80. zaangażował się w działalność Patriotycznego Ruchu Odrodzenia Narodowego, z ramienia którego bez powodzenia startował w 1989 w wyborach do Senatu. W latach 1993–1997 senator III z województwa katowickiego, a w latach 2001–2005 V kadencji z okręgu gliwickiego. Politycznie w 1993 zaangażował się w tworzenie Bezpartyjnego Bloku Wspierania Reform, z którego odszedł w 1994, tworząc Partię Republikanie (zarejestrowaną w styczniu 1995; do stycznia 1996 stał na jej czele). Po wejściu Republikanów w skład Stronnictwa Konserwatywno-Ludowego w 1998 został członkiem tej partii. W 2001 mandat senacki uzyskał z listy komitetu Blok Senat 2001 jako reprezentant Platformy Obywatelskiej (członkowie SKL startowali w tych wyborach jako kandydaci PO). W Senacie zasiadł w klubie Blok Senat 2001. Nie przystąpił do PO, lecz w styczniu 2002 (po przyłączeniu się do SKL Porozumienia Polskich Chrześcijańskich Demokratów) znalazł się w szeregach SKL-Ruch Nowej Polski, rozwiązanego w grudniu 2003.
3 kwietnia 2004 został prezesem założonej przez siebie nowej partii politycznej pod nazwą Centrum (powstałej na miejsce SKL-RNP i Ruchu Społecznego). 27 listopada tego samego roku ustąpił z funkcji, został honorowym prezesem partii.
5 czerwca 2005 oficjalnie zgłosił swoją kandydaturę w wyborach prezydenckich jako kandydat niezależny. Poparcia udzieliły mu macierzysta Partia Centrum oraz Zjednoczenie Chrześcijańsko-Narodowe, Inicjatywa dla Polski, Stronnictwo Demokratyczne, Forum Emerytów i Rencistów, Chrześcijański Ruch Samorządowy, Inicjatywa Młodych i Związek Zawodowy Ojczyzna. Państwowa Komisja Wyborcza zarejestrowała jego kandydaturę. 2 września, po dużych spadkach notowań w sondażach, Zbigniew Religa zrezygnował jednak z ubiegania się o ten urząd, jednocześnie udzielając poparcia kandydatowi Platformy Obywatelskiej Donaldowi Tuskowi. Później został przewodniczącym komitetu honorowego lidera PO.
Od 31 października 2005 do 14 lipca 2006 sprawował urząd ministra zdrowia w rządzie Kazimierza Marcinkiewicza, a następnie w rządzie Jarosława Kaczyńskiego (od 14 lipca 2006 do 7 września 2007 i od 10 września 2007 do 16 listopada 2007). Od 7 do 10 września 2007 był natomiast sekretarzem stanu w Ministerstwie Zdrowia. Jako minister zdrowia przeforsował wprowadzenie tzw. podatku Religi, w ramach którego ubezpieczyciele wykonywali ustawowy obowiązek przekazywania Narodowemu Funduszowi Zdrowia opłaty ryczałtowej w wysokości 12% składki z każdej polisy OC. Środki te miały być przeznaczone na finansowanie kosztów leczenia ofiar wypadków drogowych. Podatek ten został zniesiony z dniem 1 stycznia 2009.
W sierpniu 2007 znalazł się w grupie osób, które z inicjatywy Artura Balazsa reaktywowały Stronnictwo Konserwatywno-Ludowe, zarejestrowane w następnym miesiącu. W przedterminowych wyborach parlamentarnych w październiku tego samego roku jako przedstawiciel SKL kandydował do Sejmu w okręgu gliwickim z listy Prawa i Sprawiedliwości, zdobył mandat z wynikiem 62 228 głosów. Wyznaczony przez prezydenta Lecha Kaczyńskiego jako marszałek senior 5 listopada 2007 otworzył posiedzenie Sejmu VI kadencji.

### Choroba i śmierć

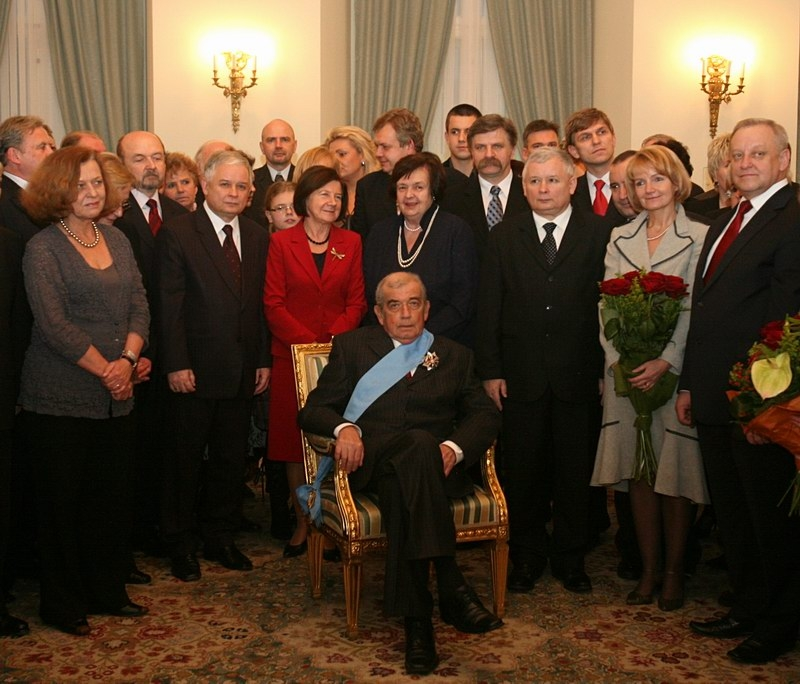
Zbigniew Religa podczas uroczystości nadania Orderu Orła Białego w Pałacu Prezydenckim (2008)

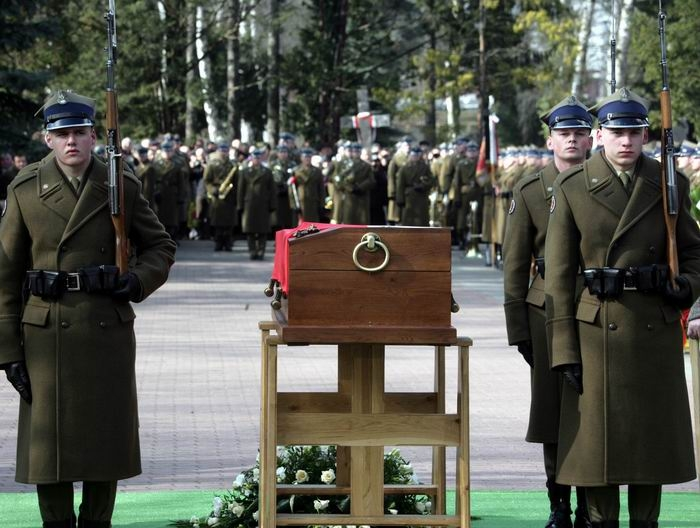
Pogrzeb Zbigniewa Religi na cmentarzu Wojskowym na Powązkach (2009)

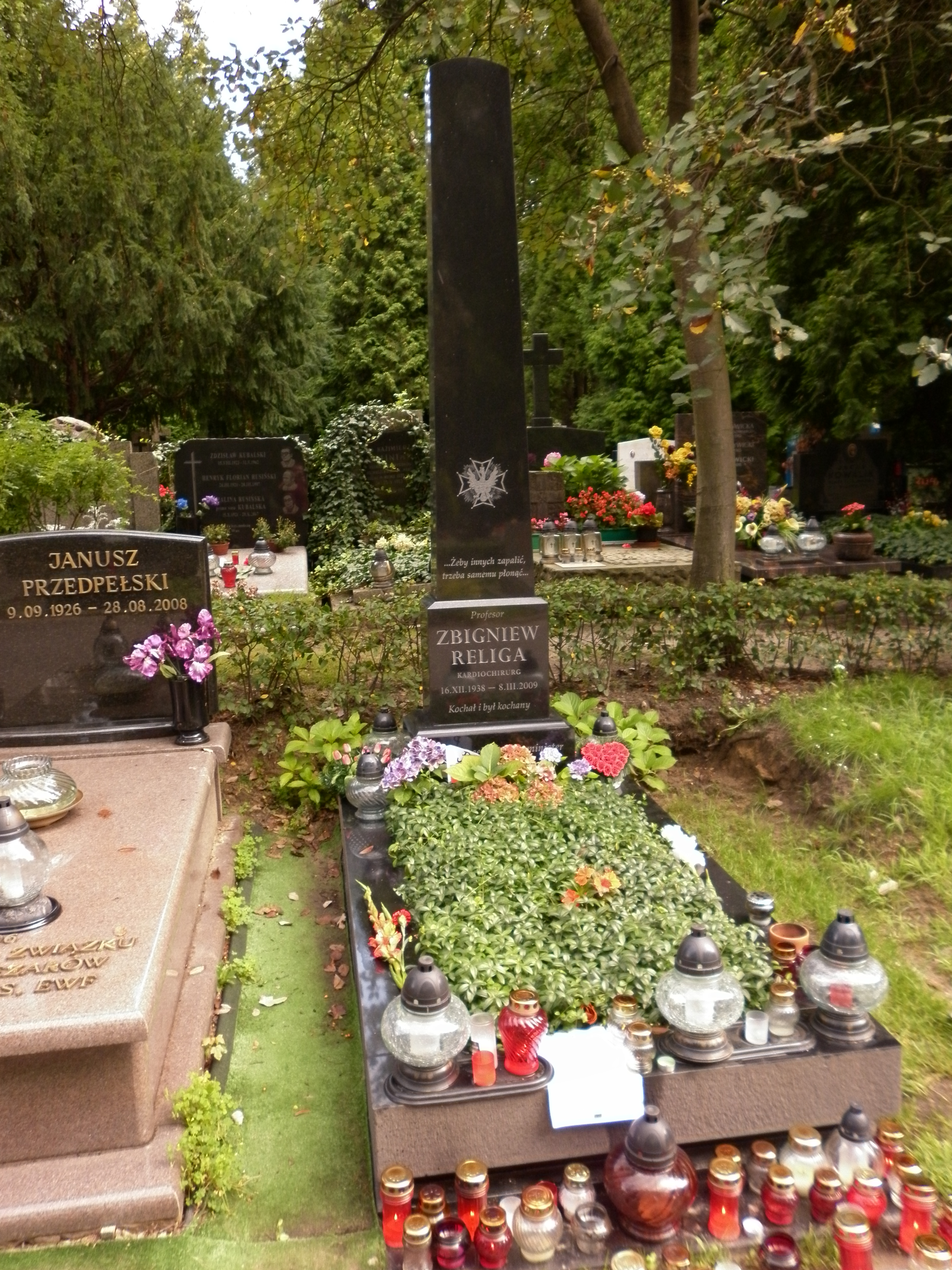
Grób Zbigniewa Religi na cmentarzu Wojskowym na Powązkach

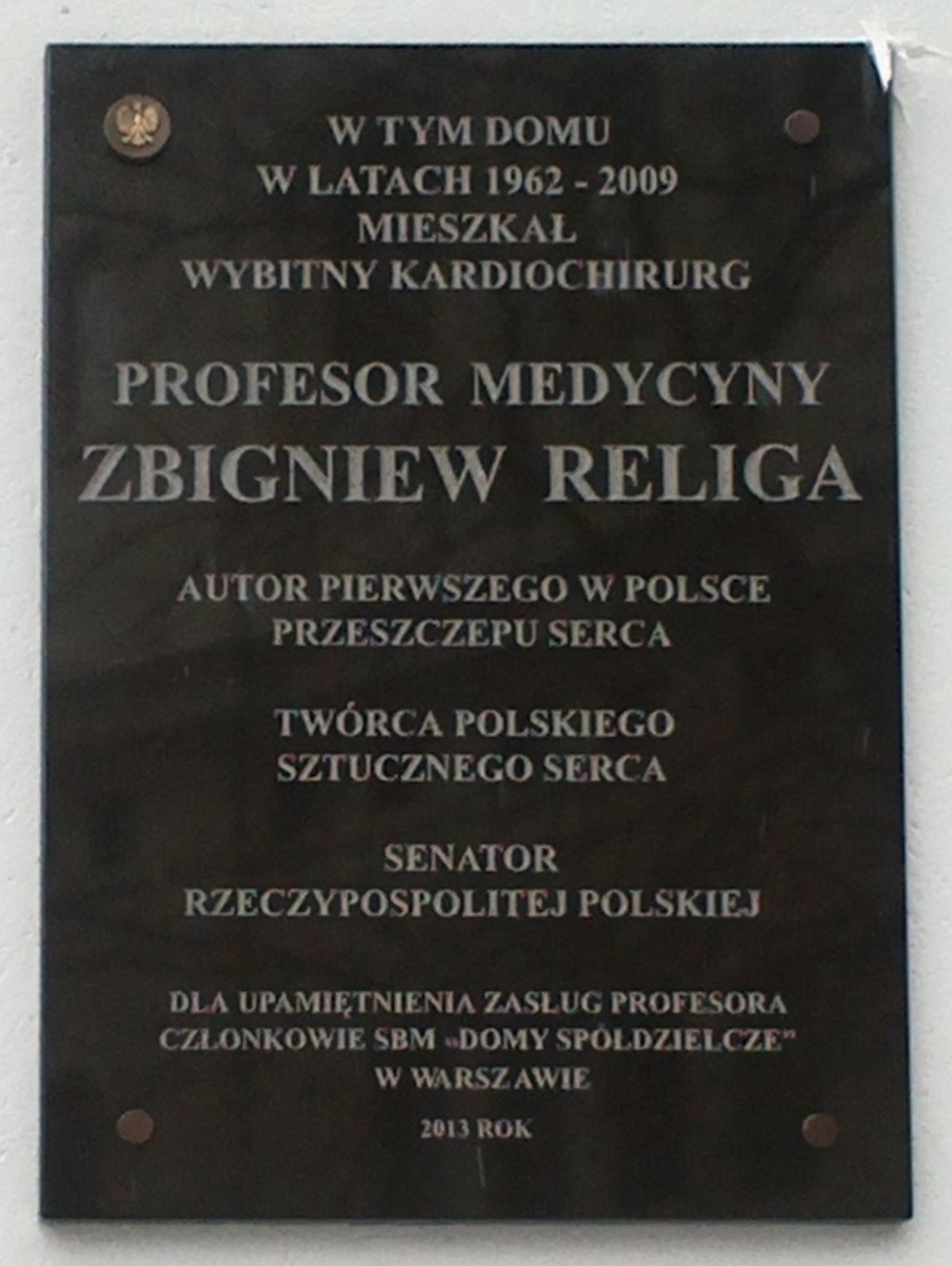
Tablica poświęcona Zbigniewowi Relidze na ścianie kamienicy przy al. 3 Maja 2 w Warszawie

Przez wiele lat był nałogowym palaczem tytoniu. Przyznał też publicznie, że w latach 70. i na początku lat 80. nadużywał alkoholu. Skończył z tym, gdy zaczął u siebie podejrzewać, że zaczyna być uzależniony.
W maju 2007 potwierdził przekazaną przez media informację o swojej chorobie – raku płuca. Przeszedł operację, która zakończyła się wycięciem komórek nowotworowych. W czerwcu stwierdzono, że Zbigniew Religa cierpi na nowotwór złośliwy płuc. W tym samym miesiącu wrócił do pracy w Ministerstwie Zdrowia. W lutym 2008 po nawrocie choroby został poddany operacji usunięcia nadnercza i chemioterapii. Przeszedł cztery operacje i dwa cykle chemioterapii.
Zmarł 8 marca 2009. Został pochowany 13 marca tego samego roku na cmentarzu Wojskowym na Powązkach w Warszawie w tzw. alei profesorskiej (kwatera A29-tuje-23). Był to pogrzeb świecki o charakterze państwowym z asystą kompanii honorowej Wojska Polskiego. Wzięli w nim udział m.in. prezydent Lech Kaczyński, marszałek Sejmu Bronisław Komorowski i premier Donald Tusk. Na pogrzebie odegrano melodię do „What a Wonderful World”, ulubionej piosenki Zbigniewa Religi.

## Życie prywatne
Syn Eugeniusza i Zofii. Żonaty z Anną Wajszczuk-Religą (1939–2025), pracującą na Warszawskim Uniwersytecie Medycznym. Miał dwoje dzieci: Małgorzatę (sinolog) i Grzegorza (kardiochirurga).
Deklarował się jako ateista.
Wystąpił w 87. odcinku serialu Na dobre i na złe, w którym zagrał samego siebie, czyli kardiochirurga operującego Annę (Małgorzata Lewińska) chorą na serce, a zarazem dziewczynę Marcina (Maciej Kozłowski). Był kibicem Górnika Zabrze.
Przez ostatnie 47 lat życia mieszkał w Warszawie przy al. 3 Maja 2.

## Osiągnięcia

### Programy naukowo-badawcze
- transplantacje serca i płuc
- chirurgiczne leczenie niewydolności mięśnia sercowego
- kliniczne zastosowanie sztucznego serca
- stworzenie polskiej zastawki biologicznej i prototypu sztucznego serca
- operacyjne leczenie zatorowości płucnej

### Publikacje
Był autorem lub współautorem ponad 160 prac naukowych, ponad 100 prelekcji oraz 3 książek i 2 wywiadów rzek, w tym:
- Zarys kardiochirurgii, 1993 (pierwszy w Polsce podręcznik z dziedziny kardiochirurgii), ISBN 83-200-1732-7,
- Przeszczep serca, 1998, ISBN 83-906412-2-4,
- Kardiochirurgia dziecięca, 2003 (praca zbiorowa), ISBN 83-7164-338-1,
- Serce do polityki: Rozmowa ze Zbigniewem Religą, 2006 (wywiad rzeka przeprowadzony przez Huberta Swolkienia), ISBN 83-922904-0-2,
- Zbigniew Religa. Człowiek z sercem w dłoni, 2009 (wywiad rzeka przeprowadzony przez Jana Osieckiego), ISBN 978-83-7648-019-0.

### Członkostwo w towarzystwach naukowych
- International Society for Heart Transplantation[29]
- European Association for Cardio-Thoracic Surgeons
- European Society of Artificial Organs[30]
- American College of Angiology
- Polskie Towarzystwo Chirurgiczne
- Polskie Towarzystwo Kardiologiczne
- Polskie Towarzystwo Transplantologiczne[31]

## Odznaczenia, wyróżnienia i upamiętnienie

### Ordery i odznaczenia
- Order Orła Białego (2008, nadany przez prezydenta Lecha Kaczyńskiego, w uznaniu znamienitych zasług dla Rzeczypospolitej Polskiej, a w szczególności na rzecz rozwoju kardiochirurgii, za wybitne osiągnięcia w działalności państwowej i publicznej)[32]
- Krzyż Wielki Orderu Odrodzenia Polski (1998 postanowieniem prezydenta Aleksandra Kwaśniewskiego, w uznaniu wybitnych osiągnięć w pracy naukowo-badawczej i dydaktycznej w dziedzinie medycyny, za zasługi dla rozwoju naukowej współpracy międzynarodowej)[33]
- Krzyż Komandorski z Gwiazdą Orderu Odrodzenia Polski (1995, nadany przez prezydenta Lecha Wałęsę, za wybitny wkład w rozwój nauk medycznych, za osiągnięcia w pracy naukowo-badawczej)[34]
- Krzyż Wielki Orderu Pro Merito Melitensi
- Odznaka honorowa „Za wzorową pracę w służbie zdrowia”[35]
- Order Uśmiechu[36]
- Krzyż Komandorski Orderu Wynalazczości nadany przez najwyższą komisję odznaczeń Belgii

### Nagrody i wyróżnienia

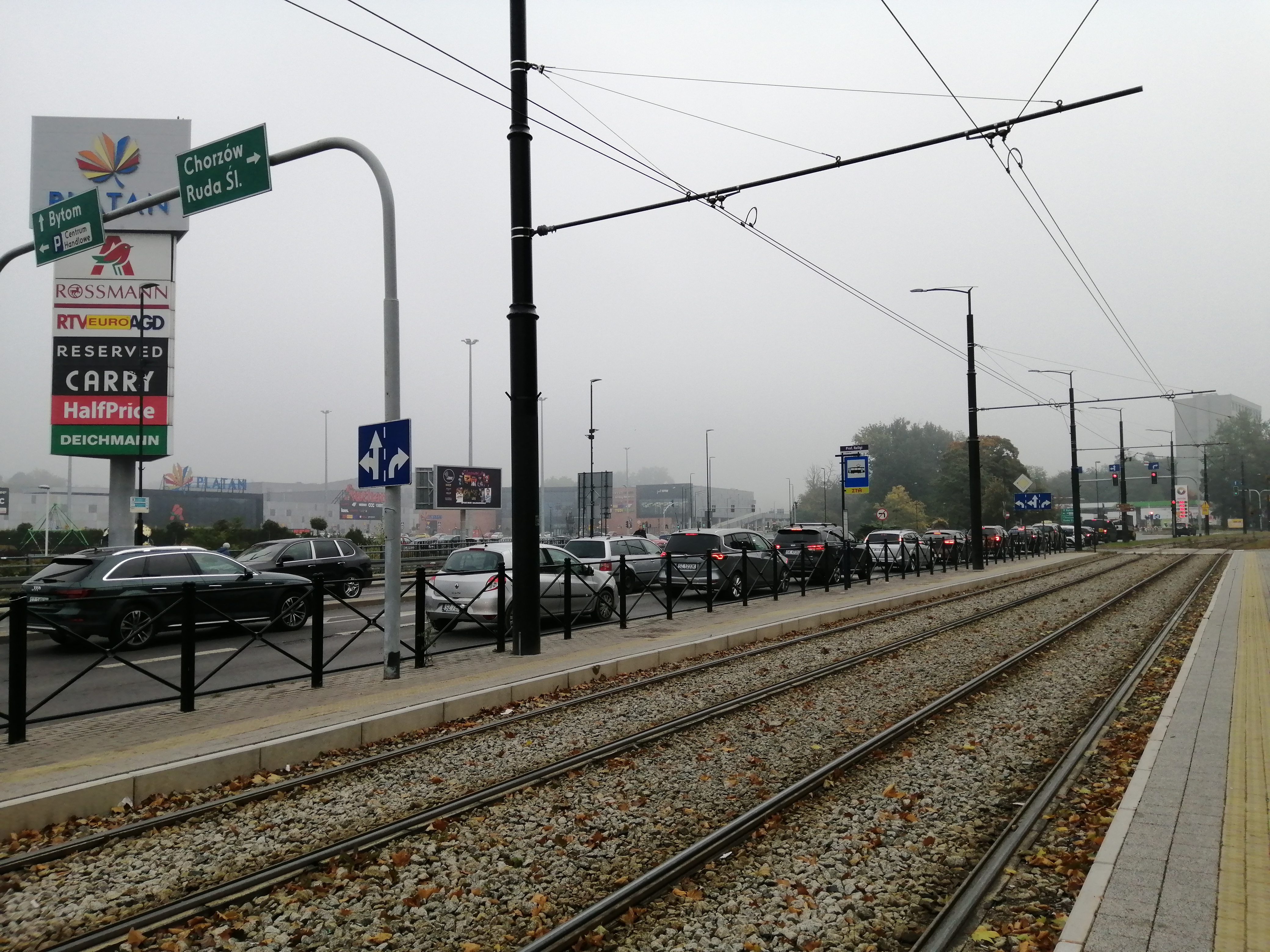
Ulica Zbigniewa Religi w Zabrzu

- Medal im. Tadeusza Kotarbińskiego (2004)
- Medal im. Tadeusza Orłowskiego Polskiego Towarzystwa Chirurgicznego
- Medal Gloria Medicinae Polskiego Towarzystwa Lekarskiego
- Złoty medal Stowarzyszenia Lekarzy Polskich Medicus w Nowym Jorku
- Nagroda im. Alfreda Jurzykowskiego w Nowym Jorku
- Nagroda „Problemów”[37]
- Doctor honoris causa Lwowskiego Narodowego Uniwersytetu Medycznego, Akademii Medycznej w Warszawie, Śląskiej Akademii Medycznej, Uniwersytetu Medycznego w Białymstoku, Uniwersytetu w Opolu[38]
- „Zielone Serce Przyrodzie” (1999)[39]
- Honorowy obywatel Zabrza (2002)[40]
- Patron Szkoły Podstawowej w Miedniewicach (1998)[41]

### Upamiętnienie
7 marca 2013, w przeddzień czwartej rocznicy śmierci Zbigniewa Religi, na ścianie kamienicy przy al. 3 Maja 2 w Warszawie odsłonięto tablicę poświęconą Zbigniewowi Relidze.
Powstały filmy dokumentalne poświęcone osobie Zbigniewa Religi: Na otwartym sercu (1986), Profesor Religa (1993), Profesor od serca. Zbigniew Religa (2011). 7 października 2014 odbyła się premiera filmu w reżyserii Łukasza Palkowskiego pt. Bogowie, poświęconego pierwszej udanej próbie przeszczepu serca. W postać Zbigniewa Religi wcielił się Tomasz Kot. Film otrzymał Złote Lwy za najlepszy film podczas 39. Festiwalu Filmowego w Gdyni. Nagrodzone zostały również m.in. scenariusz i główna rola męska (Tomasz Kot).
Pośmiertnie został patronem Szkoły Policealnej „Medyk” w Olsztynie (2010), Liceum Ogólnokształcącego w Gilowicach (2015), I Liceum Ogólnokształcącego w Zabrzu (2016) i Akademickiego Liceum Ogólnokształcącego w Kutnie (2019), a także honorowym patronem Fundacji Rozwoju Kardiochirurgii.